# 然藜书室
然藜书室，位于中国广东省肇庆市德庆县莫村镇平岗村，为德庆县的一个县级文物保护单位，类型为古建筑，公布时间为2001年8月23日。
然藜书室的历史年代为清嘉庆。